# Національний інтерес

Основні складові національних інтересів

Національний інтерес, інтереси (англ. national interest, нім. Staatsräson, фр. raison d'état) — система цілей і завдань зовнішньої політики держави. Згідно з ученням школи політичного реалізму, національні інтереси є причиною міжнародних відносин як таких.